# Cratere Zicum
Zicum è un cratere sulla superficie di Rea.